# Рабочая партия Шотландии
Рабочая партия Шотландии (англ. Workers Party of Scotland) — британская (шотландская) леворадикальная организация, основанная в 1967 году Мэттью Лигейтом (англ. Matthew Lygate) и самораспустившаяся в 1980-е. Издавала журнал «Шотландский авангард» (англ. Scottish Vanguard)

## История
Рабочая партия Шотландии была небольшой марксистско-ленинской (маоистской) организацией выступавшей за создание независимой и социалистической Шотландии. Большая часть её членов прежде состояла в Комитета борьбы с ревизионизмом за коммунистическое единство. Партия владела небольшим магазинчиком маоистской литературы и до 80-х выпускала журнал «Шотландский авангард» (англ. Scottish Vanguard).
Помимо легальной партийной работы, члены РПШ создают вооружённое крыло организации и начиная с 1971 года проводят серию экспроприаций банков в Глазго, в том числе и Royal Bank of Scotland. Однако группа была выдана одним из членов партии, не согласным с её деятельностью и в 1972 году британская полиция сначала обнаружила оружие при обыске партийной книжной лавки, а затем арестовала четырёх участников боевой группы: самого Мэттью Лигейта (руководитель), Уильяма Макперсона, Колина Лоусона и Иэна Дорана.
Обвинение на суде сумело инкриминировать группе РПШ только пять дел, несмотря на подозрение о деятельности организации на территории всей Британии. Изначально группа была также обвинена в государственной измене (впервые со времен дела Джона Маклина), но властям пришлось от этого отказаться из-за нежелания создавать политических заключённых и невозможности связать экспроприации с изменой.
Вынесенные по приговору суда тюремные сроки стали одним из самых долгих в истории Шотландии за преступления, совершенные без применения жестокости и насилия. Мэттью Лигейт был приговорён к 24, Уильям Макперсон к 26, Иэн Доран к 25 и Колин Лоусон к 6 годам заключения. Никто из обвиняемых виновным себя не признал, а Мэттью Лигейт заявил, что «на насилие капитализма против рабочего класса пролетариям необходимо ответить встречным насилием».
После выхода из тюрьмы члены РПШ присоединились к движению против подушного налога, первое протестное объединение которого было создано по инициативе Мэттью и Линды Лигейтов в Глазго в 1987 году. В своей деятельности движение использовало тактику прямого действия, а его объединения вскоре охватили всю Шотландию.